# 나무쇠싸움놀이
나무쇠싸움놀이의 나무쇠싸움은 목우전이라 하여 글자 그대로 나무로 만든 소끼리 싸움을 한다는 경남 영산(靈山)사람들의 유일한 민속놀이로 매년 음력 정월 보름을 기하여 초순경부터 시작된다.
이곳 영산의 앞 뒤 산세가 꼭 소같이 생겨 두 신령이 세력다툼으로 싸워 주민이 화를 입고 해마다 흉년이 드는 까닭에 양 산의 모양을 본떠 각각 소모양의 형태를 나무로 꾸며 실지로 대결을 시켜 산살을 풀어주는 데서부터 유래되었다고 하나 확실치 않다. 영산의 줄다리기가 당기는 것인 데 비해, 나무쇠싸움은 서로 밀어부쳐 상대를 눌러버리는 것이 특징이다.
삼각형으로 아름드리 소나무를 얽어놓고 거기 직각이 되게 가로대를 얽어놓으면 마치 대형 탱크처럼 웅장하다. 이 나무쇠를 30여명이 어깨로 받쳐들고 그 위에 대장·중장·소장 등이 타고 나무쇠를 지휘한다. 정월 12·13일경 동·서부편은 서로 풍악을 울리고 시위를 하는데 각 부 총사령부기·대장기·중장기·소장기·동방청제장군기·남방황제장군기·서방백제장군기·북방흑제장군기·서부호(虎)기·동부용(龍)기·일산(日傘)대·각부영기 수십개 등을 든 채 부락을 돌고, 말을 탄 장군들은 서로의 우세함을 과시한다. 14일 밤은 술과 풍악으로 각각 사기를 돋군 뒤 15일이 되면 아침부터 풍악과 기, 서낭대를 앞세우고 앞뜰인 갯벌로 나간다. '오왜승전이요'하고 소리 높이 외치며 양나무쇠를 서로 겨루다가 서로 높이 들어 맞부딪친다. 그리고 밀어서 한편을 땅에 닿게 누르면 이기게 되는 것인데, 진 편은 이긴 편에게 술을 사고 대접을 하게 되어 있다.